# Büsijn gol
Büsijn gol (mong. Бүсийн гол; ros. Бусэин-гол, Busein-goł; Бус-гол, Bus-goł) – rzeka w północnej Mongolii (ajmak chubsugulski) i azjatyckiej części Rosji (Republika Tuwy) o długości ok. 129 km, lewy dopływ Małego Jeniseju.
Ma źródła w Czerwonej Tajdze, blisko źródeł Małego Jeniseju. Płynie ok. 50 km do granicy mongolsko-rosyjskiej, wzdłuż której płynie następnie na północ i uchodzi ostatecznie do Małego Jeniseju.